# Port lotniczy Humun
Port lotniczy Humun – port lotniczy w miejscowości Humun, w Korei Północnej. Jest administrowany przez Koreańską Armię Ludową. Jest używane zarówno do celów wojskowych, jak i cywilnych.